# Toshiki Chino
Toshiki Chino (født 19. juli 1985) er en tidligere japansk fodboldspiller.
Han har spillet for flere forskellige klubber i sin karriere, herunder Ventforet Kofu.